# Kibichūō
Kibichūō (吉備中央町?) è una cittadina giapponese della prefettura di Okayama.